# Johann Evangelist Habert
Johann Evangelist Habert (Horní Planá, 18 ottobre 1833 – Gmunden, 1º settembre 1896) è stato un compositore austriaco di musica sacra.

## Biografia
Habert era figlio di un fornaio. Frequentò la scuola elementare gestita dal nonno a Horní Planá, in Boemia meridionale e, dal 1848, la scuola normale di Linz. Questa scuola era collegata a una scuola magistrale, in cui si diplomò.
Nel 1852 fu prima insegnante a Naarn im Machlande, poi nel 1857 a Waizenkirchen. Dal 1860 lavorò come organista parrocchiale a Gmunden, e dal 1878 vi divenne maestro del coro.
Habert divenne noto per le sue numerose opere di musica sacra.
Tra i suoi allievi ebbe Josef Labor.

## Opere
- Messe
- Mottetti
- Litanie
- Te Deum op. 37 per piccola orchestra
- Lieder e inni
- Musica per pianoforte
- Musica per organo
- Musica da camera
- Musica orchestrale
- Musica didattica per principianti
  - Orgelbuch für die österreichische Kirchenprovinz op. 33, 1881
  - Chorgesangschule op. 22, 1882
  - Beiträge zur Lehre von der musikalischen Komposition, 4 Bände, 1889 ff.
  - Praktische Orgelschule op. 16, 2 Bände, 1892
  - Kleine praktische Orgelschule, op. 101, 1895
  - Theoretisch-praktische Klavierschule op. 70

Un catalogo delle sue opere, dopo quello redatto dallo stesso compositore, fu compilato da Alois Hartl a partire dal 1894 in 8 volumi.
Oltre alle sue opere pubblicò composizioni sacre di Johann Joseph Fux e di Johann Stadlmayr:
- Johann Joseph Fux, Messen, in DTÖ I/1, Wien, 1894
- Johann Joseph Fux, Motetten in DTÖ II/1, Wien, 1895
- Johann Stadlmayr, Hymnen, in DTÖ III/1, Wien, 1896

Fu anche redattore del periodico da lui fondato Zeitschrift für katholische Kirchenmusik.